# Politik i Heilongjiang

Heilongjiangs läge i Kina.

Den politiska makten i Heilongjiang utövas officiellt av provinsen Heilongjiangs folkregering, som leds av den regionala folkkongressen och guvernören i provinsen. Dessutom finns det en regional politiskt rådgivande konferens, som motsvarar Kinesiska folkets politiskt rådgivande konferens och främst har ceremoniella funktioner. Provinsens guvernör sedan december 2022 är Liang Huiling.
I praktiken utövar dock den regionala avdelningen av Kinas kommunistiska parti den avgörande makten i Hubei och partisekreteraren i regionen har högre rang i partihierarkin än guvernören. Sedan oktober 2021 heter partisekreteraren Xu Qin.

## Lista över Heilongjiangs guvernörer
1. Yu Yifu (于毅夫; 1949–1952)
2. Zhao Dezun (赵德尊; 1952–1953)
3. Chen Lei (陈雷; 1953–1954)
4. Han Guang (韩光; 1954–1956)
5. Ouyang Qin (欧阳钦; 1956–1958)
6. Li Fanwu (李范五; 1958–1966)
7. Pan Fusheng (潘复生; 1967–1971)
8. Wang Jiadao (汪家道; 1971–1974)
9. Liu Guangtao (刘光涛; februari 1977 – december 1977)
10. Yang Yichen (杨易辰; december 1977 – 1979)
11. Chen Lei (陈雷; 1979–1985)
12. Hou Jie (侯捷; 1985–1989)
13. Shao Qihui (邵奇惠; 1989–1994)
14. Tian Fengshan (田凤山; 1994–2000)
15. Song Fatang (宋法棠; 2000–2003)
16. Zhang Zuoji (张左己; 2003 – december 2007)
17. Li Zhanshu (栗战书; december 2007 – augusti 2010)
18. Wang Xiankui (王宪魁; augusti 2010 – mars 2013)
19. Lu Hao (陆昊; mars 2013 – mars 2018)
20. Wang Wentao (王文涛; mars 2018 – december 2020)
21. Hu Changsheng (胡昌升; februari 2021 – december 2022)
22. Liang Huiling (梁惠玲; december 2022 – )

## Lista över Heilongjiangs partisekreterare
1. Zhang Qilong (张启龙; 1949–1950)
2. Zhao Dezun (赵德尊; 1950–1953)
3. Feng Jixin (冯纪新; 1953–1954)
4. Ouyang Qin (欧阳钦; 1954–1965)
5. Pan Fusheng (潘复生; 1965–1971)
6. Wang Jiadao (汪家道; 1971–1974)
7. Liu Guangtao (刘光涛; 1977)
8. Yang Yichen (杨易辰; 1977–1983)
9. Li Li'an (李力安; 1983–1985)
10. Sun Weiben (孙维本; 1985–1994)
11. Yue Qifeng (岳岐峰; 1994–1997)
12. Xu Youfang (徐有芳; 1997–2003)
13. Song Fatang (宋法棠; 2003–2005)
14. Qian Yunlu (钱运录; 2005–2008)
15. Ji Bingxuan (吉炳轩; 2008–2013)
16. Wang Xiankui (王宪魁; mars 2013 – april 2017)
17. Zhang Qingwei (张庆伟; april 2017 – oktober 2021)
18. Xu Qin (许勤; oktober 2021 – )